# Етюд за лява ръка
„Етюд за лява ръка“ е български телевизионен игрален филм (криминална драма) от 1981 година на режисьора Орфей Цоков, по сценарий на Николай Стоянов. Оператор е Георги Карайорданов. Музиката е на Ангел Михайлов, а художник е Любомир Попов.

## Актьорски състав
| Роля                                               | Изпълнител                                         |
| -------------------------------------------------- | -------------------------------------------------- |
| подполковник Боянов, следовател                    | Васил Банов                                        |
| майор Гаврилов                                     | Рашко Младенов                                     |
|                                                    | Ваня Бояджиева                                     |
| Ивайло Станакушев, ортопедичен техник              | Любомир Младенов                                   |
| Хубен Острев, любовикът на Дая                     | Лъчезар Стоянов                                    |
| полковник Лилов                                    | Георги Стоянов                                     |
| Евгени Цанчев, певец в бар „Ориент“                | Йордан Таралежков                                  |
| Дая Паликарска (Милва), конферансие в бар „Ориент“ | Нина Арнаудова (като Нина Арнаудова Левчева)       |
|                                                    | Ангел Алексиев                                     |
|                                                    | Добри Добрев                                       |
|                                                    | Мария Никоевска                                    |
| Младенова                                          | Надя Тодорова                                      |
| Печеникова                                         | Бистра Марчева                                     |
|                                                    | Цанко Петров                                       |
|                                                    | Георги Георгиев                                    |
|                                                    | Александър Лилов                                   |
|                                                    | Николай Томов                                      |
|                                                    | Величка Коларова                                   |
|                                                    | Стефан Кедев                                       |
| Владко                                             | Витомир Саръиванов                                 |
| сервитьор в бар „Ориент“                           | Ангел Георгиев (не е посочен в надписите на филма) |

и други